# Tournée della nazionale inglese di cricket in Australia 1881-82
LaTournée della nazionale inglese di cricket in Australia 1881-82, consistente in una serie di quattro partite, si è disputata in Australia tra il 31 dicembre 1881 e il 14 marzo 1882, ed ogni partita si è svolta secondo le regole del test cricket. Le partite si sono disputate al Melbourne Cricket Ground di Melbourne e al Sydney Cricket Ground di Sydney.
La serie è terminata 2-0 in favore dell'Australia.

## Contesto
Una squadra di cricket inglese intraprese un tour in Australia, Nuova Zelanda e Stati Uniti tra settembre 1881 e marzo 1882. Il tour, organizzato privatamente dai giocatori professionisti James Lillywhite Jr., Alfred Shaw e Arthur Shrewsbury, incluse sette partite di prima classe in Australia, tra cui una serie di quattro Test match contro l'Australia.  
La squadra partì dall'Inghilterra nel settembre 1881 e fece tappa negli Stati Uniti, dove giocò cinque partite nel mese di ottobre. Successivamente, raggiunse l'Australia, iniziando la prima partita il 23 novembre. Dopo aver completato il primo Test a cavallo tra dicembre e gennaio, la squadra si recò in Nuova Zelanda per giocare sette partite non di prima classe, prima di tornare in Australia a febbraio per disputare i restanti tre Test. Il tour si concluse il 18 marzo 1882. Oltre ai Test match, due incontri contro Victoria e uno contro il Nuovo Galles del Sud furono riconosciuti come partite di prima classe.  
Il tour fu segnato da un potenziale scandalo di scommesse. Alcuni giocatori inglesi furono accusati di aver accettato denaro per truccare una partita contro Victoria, giocata al Melbourne Cricket Ground dal 16 al 20 dicembre 1881. Nonostante il clamore pubblico e il dibattito all'interno del cricket inglese, non emersero prove sufficienti per confermare le accuse, e la questione fu infine archiviata.

## Controversie
Un potenziale scandalo emerse dopo la partita contro Victoria, disputata al Melbourne Cricket Ground nel dicembre 1881, quando si ipotizzò che alcuni giocatori inglesi avessero accettato di partecipare a una truffa legata alle scommesse, tentando di manipolare l'esito dell'incontro.  
Il capitano della squadra, Alfred Shaw, sospettò l'esistenza di una cospirazione, ma la squadra inglese riuscì comunque a vincere la partita con un margine di 18 run. In seguito, Shaw dichiarò: "Qualunque fosse in realtà il piano, fallì."Nonostante le voci e il dibattito, il caso non portò a prove concrete, e l'accusa fu infine abbandonata.

## Risultati

### Test 1
| 31 dicembre-4 gennaio Referto |

| Inghilterra       | v | Australia        |
| 294 (170.2 overs) |   | 320 (237 overs)  |
| 308 (229.3 overs) |   | 3/127 (55 overs) |

- Inghilterra vince il sorteggio e decide di battere

### Test 2
| 17-21 febbraio Referto |

| Inghilterra       | v | Australia           |
| 133 (115 overs)   |   | 197 (194.2 overs)   |
| 232 (153.1 overs) |   | 5/169 (107.1 overs) |

- Inghilterra vince il sorteggio e decide di battere

### Test 3
| 3-7 marzo Referto |

| Inghilterra       | v | Australia         |
| 188 (140.2 overs) |   | 262 (172 overs)   |
| 134 (80.1 overs)  |   | 4/64 (49.3 overs) |

- Inghilterra vince il sorteggio e decide di battere

### Test 4
| 10-14 marzo Referto |

| Inghilterra        | v | Australia         |
| 309 (159.2 overs)  |   | 300 (163.1 overs) |
| 2/234 (97.3 overs) |   |                   |

- Inghilterra vince il sorteggio e decide di battere